# Шизофреноформное расстройство
Шизофренофо́рмные расстро́йства (др.-греч. σχίζω — «раскалываю» + φρήν — «ум, рассудок») — собирательное обозначение группы психотических расстройств, обладающих некоторыми клиническими особенностями шизофрении и относительно доброкачественным течением и прогнозом.
Термин «шизофреноформное расстройство» предложен Габриэлем Лангфельдтом в 1939 году.

## Клиника
Как правило, в клинической картине шизофреноформного расстройства «классические» шизофренические симптомы, такие, как характерные нарушения мышления или синдром Кандинского — Клерамбо, не являются основными, доминирующими. Обычно в клинике шизофреноформных психозов преобладают бред, галлюцинации.
В зависимости от выраженности нарушений сознания и аффективной сферы выделяют две формы шизофреноформного расстройства: форма со спутанностью и аффективная форма. Начало этого психоза обычно острое, течение непродолжительное. Выделение шизофреноформного психоза в отдельную нозологическую форму признаётся не всеми специалистами. В DSM-III шизофреноформный психоз отличался от шизофрении лишь длительностью, продолжительность при этом указывалась как более чем 2 недели, но не превышающая 6 месяцев. В DSM-5 указывается длительность по меньшей мере 1 месяц, но менее чем 6 месяцев (включая продромальную, активную и остаточную фазы). По требованию продолжительности шизофреноформное расстройство в текущем издании диагностического и статистического руководства по психическим расстройствам (DSM-5) является промежуточным между острым психотическим расстройством (англ. brief psychotic disorder, от 1 дня до 1 месяца) и шизофренией (более 6 месяцев).

## Диагноз

### DSM-5
Для диагностики шизофреноформного расстройства 295.40 (F20.81) согласно «Диагностическому и статистическому руководству по психическим расстройствам» пятого издания (DSM-5) состояние должно соответствовать по меньшей мере двум нижеследующим критериям, присутствующим в течение 1 месяца (меньше при успешном лечении):
1. бред;
2. галлюцинации;
3. дезорганизованная речь (например, частое соскальзывание или несогласованность);
4. сильно дезорганизованное или кататоническое поведение;
5. негативные симптомы (то есть, снижение эмоциональной экспрессии или безволие).

По крайней мере один из них должен быть (1), (2) или (3).
Другие критерии:
- B. Эпизод заболевания должен длиться не менее 1 месяца, но не более 6 месяцев.
- C. Шизоаффективное расстройство и депрессивное или биполярное расстройство с психотическими признаками были исключены, потому что 1) никаких серьёзных депрессивных или маниакальных эпизодов не выявлено в активной фазе основных симптомов, либо 2) если аффективные эпизоды произошли во время активной фазы основных симптомов, они присутствовали меньше времени от общей продолжительности активных и остаточных периодов болезни.
- D. Нарушение не может быть связано с физиологическим эффектом веществ (например, наркотиками или лекарствами, допускающими злоупотребление) или другим медицинским состоянием.

### Международная классификация болезней

#### Шизофреноформное расстройство как «другой тип шизофрении»
К рубрике «другой тип шизофрении» (F20.8) в МКБ-10 отнесены психические расстройства, характеризующиеся термином «шизофреноформные». В адаптированной для использования в Российской Федерации версии МКБ-10 в рубрику «другой тип шизофрении», помимо шизофренофорного расстройства и шизофреноформного психоза, включаются ипохондрическая шизофрения, сенестопатическая шизофрения и детский тип шизофрении. Также шизофреноформное расстройство и психоз входят в рубрику «шизофрения других установленных типов» (F20.8xx8).
Исключаются при F20.8:
- острое шизофреноформное психотическое расстройство (F23.2).

Диагностические критерии для шизофреноформное расстройства в МКБ-10 не приведены.

#### Кратковременное шизофреноформное расстройство
Кратковременное шизофреноформное расстройство и кратковременный шизофреноформный психоз входят в рубрику F23.2. Рубрика F23.2 называется «острое шизофреноподобное психотическое расстройство», и включает в себя также острую (недифференцированную) шизофрению, онейрофрению, шизофреническую реакцию. При постановке диагноза должны быть исключены органическое бредовое (шизофреноподобное) расстройство (F06.2) и шизофреноформное расстройство без дополнительных уточнений (F20.8xx8).
При кратковременных шизофреноформных расстройствах наблюдается соответствие критериям шизофрении (F20), но длительность психоза не более месяца. Отсутствуют полиморфные неустойчивые черты (F23.0).